# Mihajlo Cvetković
Mihajlo Cvetković (en serbe : Михајло Цветковић), né le 10 janvier 2007 à Niš en Serbie, est un footballeur serbe qui joue au poste d'avant-centre au RSC Anderlecht.

## Biographie

### En club
Né à Niš en Serbie, Mihajlo Cvetković est formé par le Šampion Nais avant de rejoindre le FK Čukarički, où il poursuit sa formation. Il signe son premier contrat professionnel avec le club le 15 janvier 2022.
C'est avec ce club qu'il fait ses débuts professionnels, le 4 septembre 2023, lors d'une rencontre de championnat de la saison 2023-2024 face au FK Železničar Pančevo (en). Il entre en jeu à la place de Luka Adžić et marque également son premier but, étant l'auteur de l'égalisation des siens (2-2 score final),.
Fin avril 2025, il signe un contrat de quatre saisons avec le RSC Anderlecht portant jusqu'en juin 2029.

### En sélection
Mihajlo Cvetković représente l'équipe de Serbie des moins de 16 ans entre 2021 et 2022. Au total il joue sept matchs et marque deux buts avec cette sélection.
Il est retenu avec l'équipe de Serbie des moins de 17 ans pour participer au Championnat d'Europe des moins de 17 ans en 2023.